# Karmelitenkloster Döbling

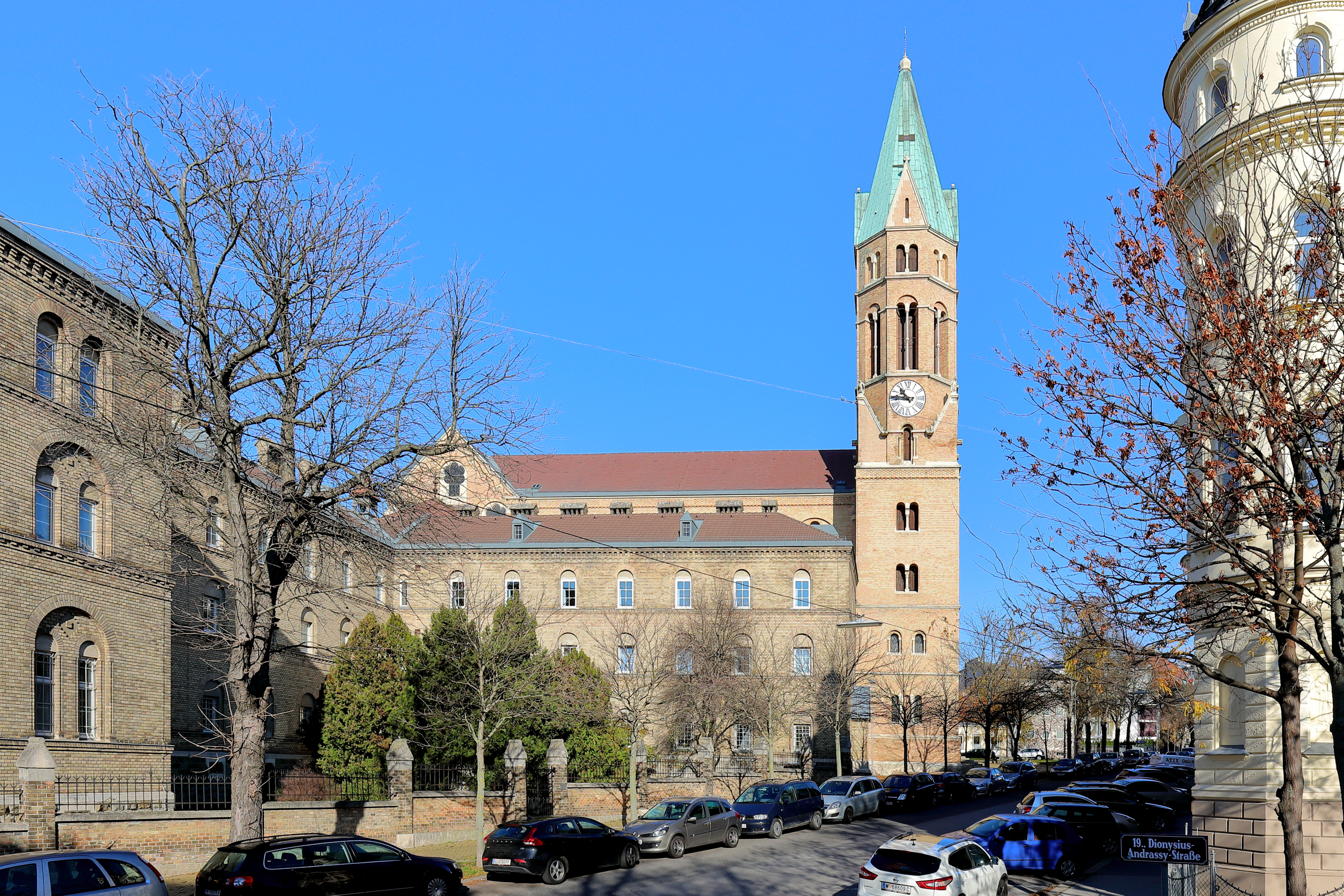
Gesamtansicht Karmelitenkloster mit Konventgebäuden und der Klosterkirche im Zentrum

Das Karmelitenkloster Döbling ist ein Kloster der Unbeschuhten Karmeliten mit benachbarter römisch-katholischer Kirche im Bezirksteil Unterdöbling im 19. Wiener Gemeindebezirk Döbling. Das Bauensemble aus Kloster und Kirche steht unter Denkmalschutz (BDA: 48951, Objekt-ID: 52528).

## Geschichte des Klosters
Ein Kloster der Unbeschuhten Karmeliten wurde in Österreich erstmals am 4. Februar 1622 in der Leopoldstadt bei Wien in einem Neubau gegründet (vgl. Karmeliterkirche Leopoldstadt). Ermöglicht haben das Kaiser Ferdinand II. und dessen Gemahlin Eleonora. 
Nachdem Joseph II. im Jahr 1783 neben vielen anderen auch den Konvent der Karmeliten aufgehoben hatte, konnte sich die Ordensgemeinschaft bis 1838 nur als Karmelitenpfarre halten. Danach ging auch die Pfarre an den Weltklerus über. Während das Klosterensemble später abgerissen wurde, dient die ehemalige Klosterkirche noch immer als Pfarrkirche und heißt Karmeliterkirche Leopoldstadt.
Für die Aufgabe ihres früheren Klosters hatten die Karmeliten vom Kaiser eine Entschädigung von 350.000 fl. (Gulden) aus einem Religionsfonds erhalten. Damit erwarben sie ein Baugelände vom Orden der Serviten im 19. Wiener Bezirk und beauftragten den Architekten Richard Jordan mit der Ausarbeitung von Bauplänen für eine neue Klosteranlage einschließlich einer dazugehörigen Kirche. Die Grundsteinlegung erfolgte am 14. Oktober 1898 durch den Prälaten Zschokke. Wegen stetiger Kostensteigerungen verzögerte sich die endgültige Fertigstellung der eigentlichen Klostergebäude und des Inneren um mehrere Jahre. Trotzdem erfolgte der Umzug der Karmeliten vom früheren Klosterstandort in der Leopoldstadt bereits 1901, unter anderem wurde die Bibliothek wieder eingerichtet.
Koordinaten: 48° 14′ 51,4″ N, 16° 20′ 59,7″ O

## Lage
Die Kirche, nördlich der Klosteranlage in der Silbergasse 35 im Wiener Ortsteil Döbling stehend, ist der Heiligen Familie geweiht. Sie wird eingegrenzt von der Paradisgasse (Norden), der Silbergasse (Osten) und den Mauern des Konvents, die wiederum südlich bis an die Iglaseegasse heranreichen.
Das Kirchengebäude ist nicht geostet, sondern ihre Apsis bildet den westlichen Gebäudeabschluss. Das Kirchenhauptportal befindet sich auf der östlichen Seite zwischen den Türmen. 
Das zugehörige Pfarrhaus trägt die Adresse Kardinal-Innitzer-Platz 1.

## Geschichte des Kirchenbauwerks
Der Bau des Gotteshauses im neuen Kloster dauerte von April 1899 bis zum August 1900. Am 18. August konnte die Pfarrei die Kirchweihe feiern und das Turmkreuz aufstecken. Und am 5. Dezember 1901 wurde die Weihe der 5 Glocken durchgeführt. Erst in den 1930er Jahren galt die Innenausstattung als vollendet.
Die katholische Gemeinde hat sich im 21. Jahrhundert mit der Kirche St. Paul aus der Vormosergasse 7 zusammengeschlossen und trägt seitdem den Namen Pfarre Döbling-St. Paul nach dem Patrozinium des Heiliger Apostel Paulus.

## Architektur des Gotteshauses

### Allgemeines
Die Kirche ist eine mächtige Basilika, die in Sichtziegelmauerwerk mit einem dreischiffigen, vierjochigen Langhaus (40 Meter lang, 25 Meter breit bzw. an der Vierung rund 32,40 Meter breit) und Doppelturmfassade ausgeführt wurde. Jordan setzte dabei vor allem neoromanische Stilformen als Bauelemente ein. Die Türme sind aus gelbem Backstein aufgemauert.

### Turm, Kirchenschiffe
Die Turmunterbauten haben eine quadratische Grundfläche (Seitenlängen je 7,5 Meter) und auf ihnen erheben sich ab Unterkante Kirchendach achteckige schlanke Türme. Die Türme sind baugleich und mit je einem kupfergedeckten Spitzhelm abgeschlossen. Im Roman des Heimito von Doderer Die Dämonen wird die Gesamtansicht so beschrieben: ein „Gotteshaus mit dem ‚zum Himmel weisenden Finger’“.
Im Schaft des südlichen Turmes ist eine Kirchturmuhr eingebaut, deren Ziffern aus römischen Zahlen gebildet werden, die auf einer großen weißen Kreisfläche zusammen mit den schwarzen Zeigern gut sichtbar sind.
Das Kirchenschiff besitzt einen kreuzförmigen Grundriss mit einem nördlichen und südlichen Seitenschiff, welche von den Treppentürmen bis zum jeweiligen Kreuzarm reichen. Es wird mit einem hohen Kreuzrippengewölbe überspannt, dessen Zwischenflächen im dunklen Blau gehalten sind, auf denen Sterne aufgemalt sind. Die Seitenschiffe sind niedriger und gegen den Hauptraum mit Jochen und Säulen abgegrenzt. Die Rippen sind durchgehend mit Ornamenten geschmückt.
An das Hauptschiff schließt sich auf der Westseite eine etwa 15 m lange Apsis in Halbrundform an, die circa 12 Meter breit ist.

## Ausstattung der Klosterkirche

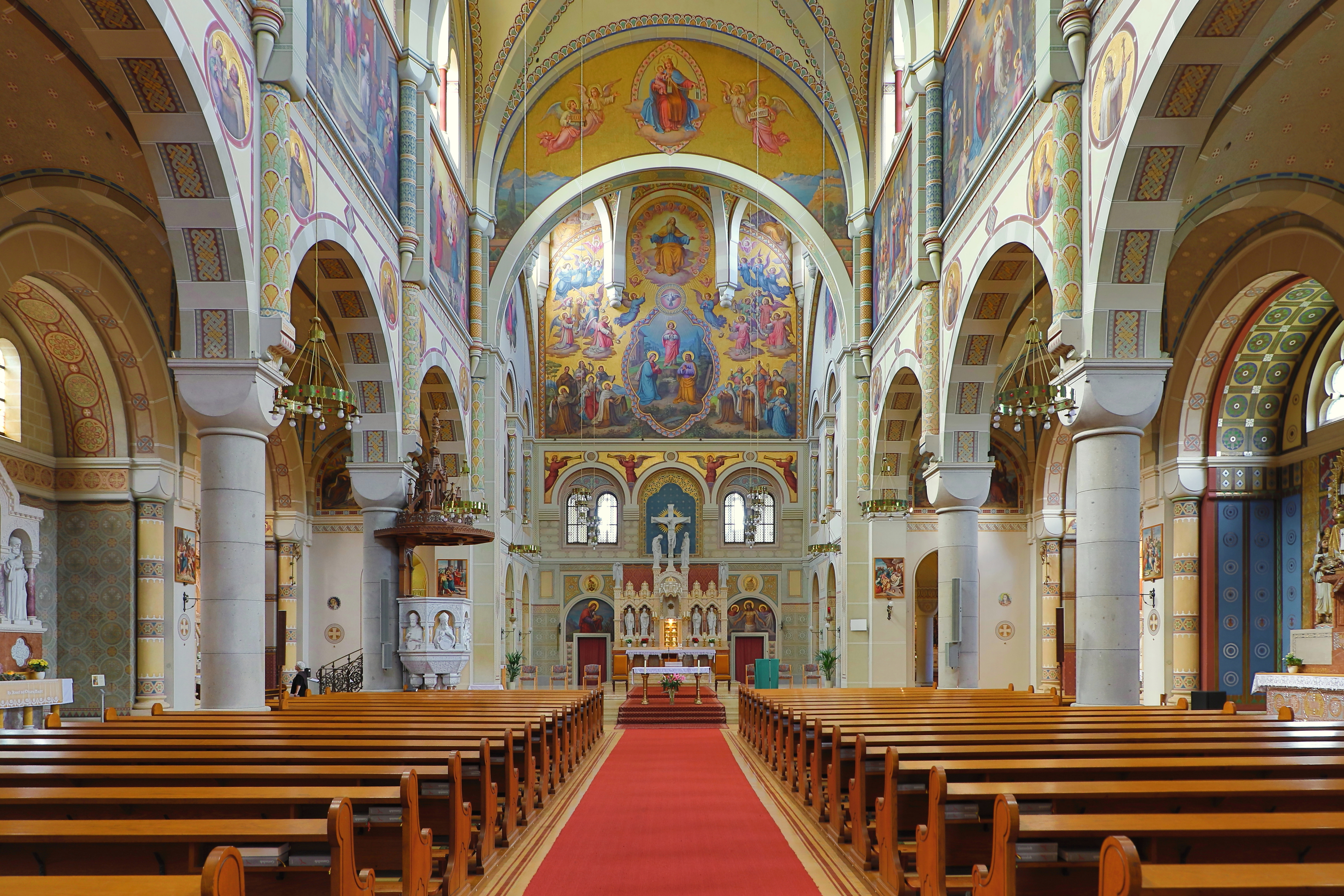
Innenansicht Richtung Hochaltar

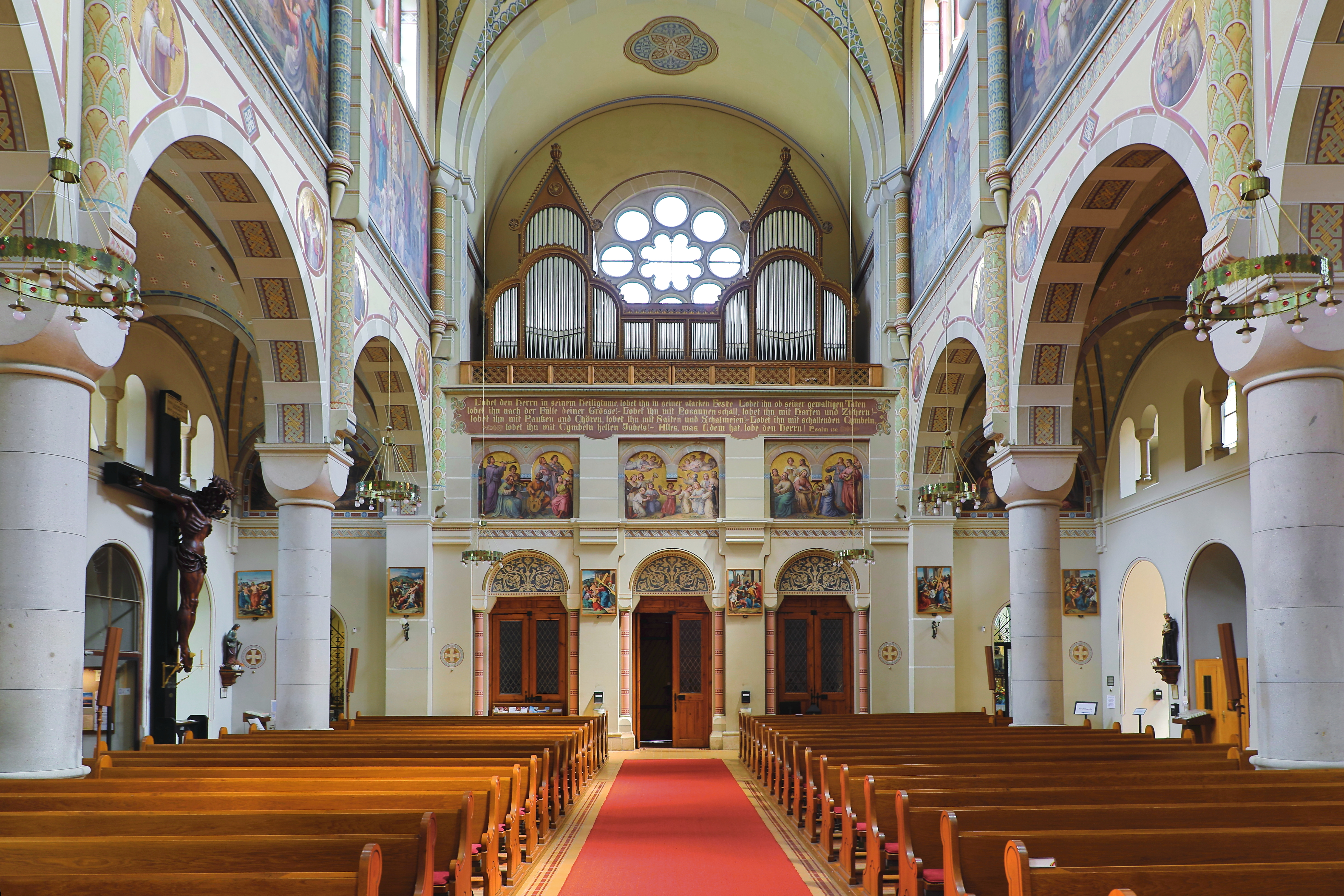
Innenansicht Richtung Orgelempore

### Überblick
Die Inneneinrichtung besticht insbesondere durch Elemente aus Jugendstil und Art Déco. Neben dem Hochaltar, den sechs Seitenaltären und der Theresienkapelle verfügt die Kirche über eine Kanzel, die von Ludwig Schadler aus Carrara-Marmor ausgeführt wurde und die die vier lateinischen Kirchenlehrer zeigt. Papst Gregor I. ist mit den Gesichtszügen des zur Bauzeit amtierenden Papstes Leo XIII. dargestellt. Der Kanzelkorb ist über eine kleine Wendeltreppe erreichbar, deren Geländer aus Schmiedeeisen geformt wurde.

### Chorraum mit Hochaltar

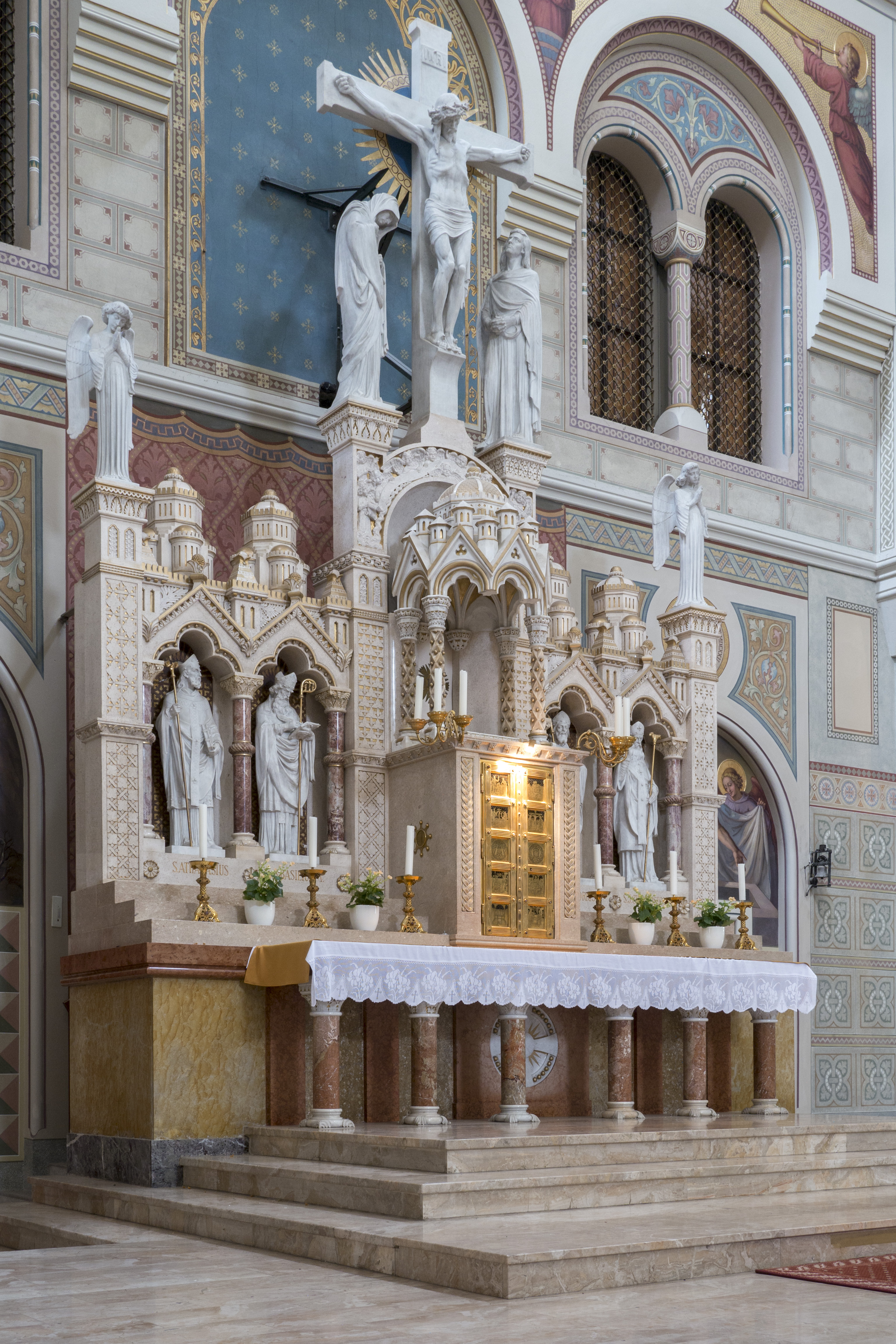
Altaransicht

Über dem Hochaltar der Kirche befindet sich ein großes Wandbild, das Engel und Heilige um die Heilige Familie zeigt. Es stammt von Josef Kastner, der auch das Hochschiff mit Szenen aus dem Leben der Heiligen Familie versah. Der Hochaltar selbst wurde von Ludwig Schadler gestaltet und zeigt die vier griechischen Kirchenlehrer, dahinter eine Kreuzigungsgruppe.
Die Apsis wird von einem Stern-Rippengewölbe abgeschlossen, deren Zwischenflächen mit dunkelblauer Farbe als Sternhimmel gestaltet sind. Die Rippen sind geweißt.
Das überlebensgroße Kruzifix fertigte Josef Pfaffenbichler.

### Seitenaltäre
Die Karmelitenkirche verfügt über insgesamt sechs Seitenaltäre, die aus der Beuroner Schule stammen. Die folgende Beschreibung erfolgt im Uhrzeigersinn, beginnend links vorn.
 Gnadenaltar 

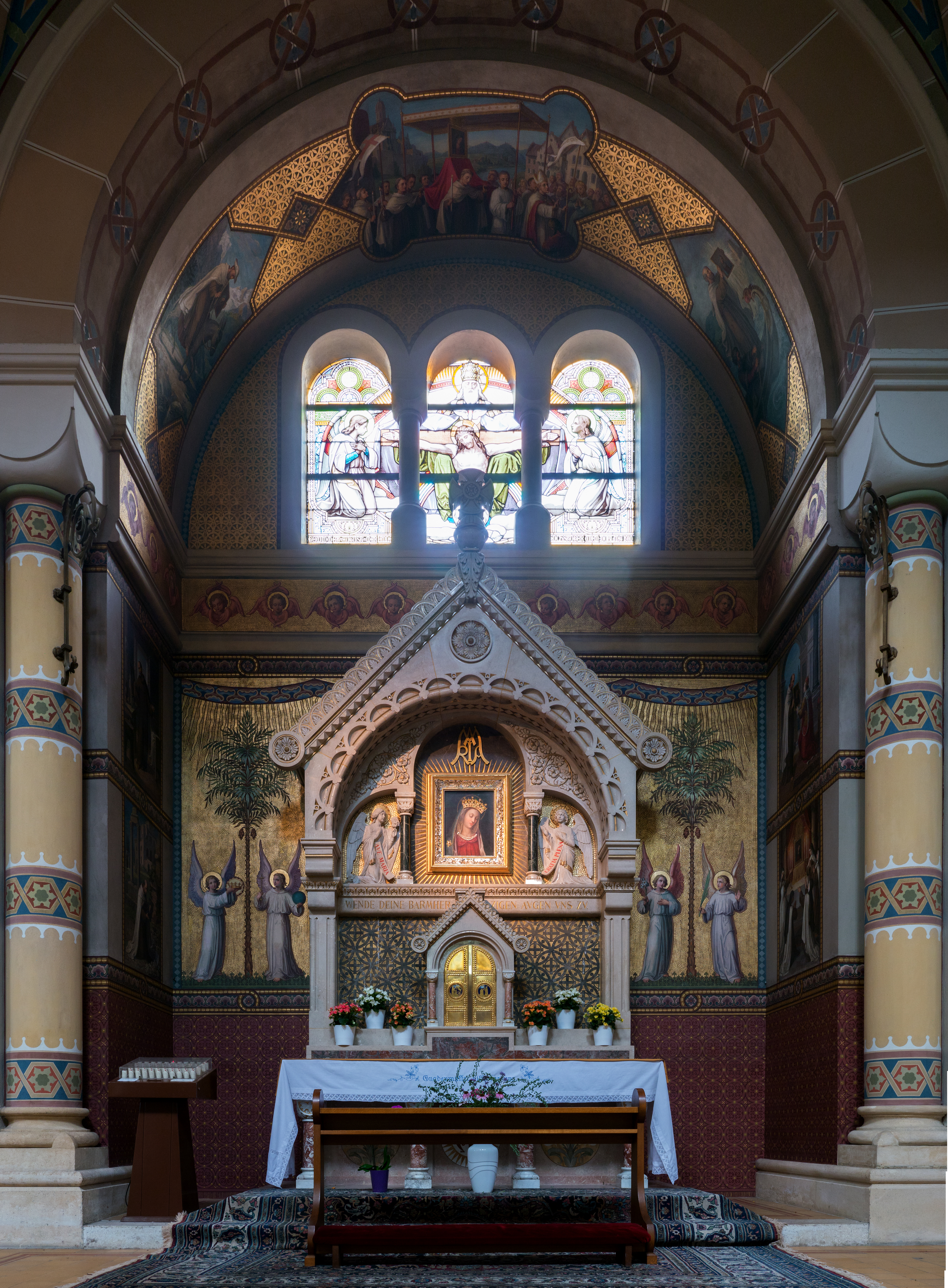
Seitenaltar Maria mit dem Geneigten Haupt

Der bedeutendste Seitenaltar ist der Gnadenaltar Maria mit dem geneigten Haupt. Der Altar ist nach einer Zeichnung von Richard Jordan aus Untersberger Marmor von der Firma Marmorindustrie Kiefer AG aus Oberalm 1904 hergestellt worden. Das Gnadenbild befindet sich auf einem der Romanik nachempfundenen Nischenaltar und wird von zwei reliefierten Engeln und dem Spruchband Ave Maria, gratia plena flankiert. Die Geschichte des Gnadenbildes ist auf einem Bogen um den Altar dargestellt.
Bei dem Gnadenbild handelt es sich um ein Ölgemälde im Format 45 × 60 cm. Es stammt von einem unbekannten Meister italienischer Schule aus dem 15./16. Jahrhundert. Es zeigt die Gottesmutter im Brustbild mit leicht geneigtem Haupt, das 1931 gekrönt wurde. Der Überlieferung nach hat Pater Dominicus das Bild im Jahr 1609 in der Nähe des ersten Klosters der Karmeliten in Trastevere (Rom) in einem alten Gebäude unter Schutt entdeckt. Das Bild wurde restauriert und gelangte an den Hof von München, später nach Wien. Dort verehrten es die Karmelitinnen, auch Kaiser Ferdinand II. betete während der Schlacht am Weißen Berg 1620 vor dem Bild. Ferdinand schrieb später den Sieg der katholischen Truppen der Hilfe Marias zu. Während des Ersten Weltkriegs trugen die Gläubigen das Bild in großen Prozessionen ebenfalls durch die Straßen Wiens zum Stephansdom. Tausende beteten vor ihm um Frieden. Auch Kaiser Franz Joseph vertraute auf die Hilfe Marias durch dieses Bild und ließ sich das Bild für ein Friedensgebet nach Schönbrunn bringen.
 Jesuskindaltar 
Gegenüber dem Gnadenaltar befindet sich der Jesuskindaltar. Er wurde ebenso wie der Gnadenaltar 1904 aus Untersberger Marmor hergestellt. Über dem Altar befindet sich eine Kopie eines hölzernen Jesuskindes aus dem 18. Jahrhundert, das die Karmeliten in ihrer früheren Einsiedelei in Mannersdorf besaßen. Dieses war wiederum nach dem berühmten Vorbild des Prager Jesuleins geschnitzt.
 Christkönigaltar 
Der Christkönigaltar befindet sich rechts des Jesuskind-Altars und wurde 1922 vom Architekten der Kirche, Richard Jordan, im Art-Déco-Stil aus Majolika und Marmor geschaffen. Er veranschaulicht den starken Stilwechsel, den der Architekt innerhalb von 20 Jahren vollzog.
 Theresienaltar 
Rechts des Christkönigaltars befindet sich der Theresienaltar. Er wurde von der Familie des Unterdöblinger Industriellen Johann Zacherl gestiftet und zeigt die Verklärung des Herrn am Berg Tabor. Die an der Herstellung des Johannesaltars beteiligten Künstler haben auch diesen Altar geschaffen, der die heilige Theresia verehrt.
 Johannesaltar 
Gegenüber dem Theresenaltar befindet sich der Johannesaltar. Er wurde ebenso wie der Theresenaltar von der Familie Zacherl gestiftet, zeigt eine Vision des heiligen Johannes vom Kreuz und wurde 1913–1914 vom niederländischen Benediktinerpater Willibrord Verkade gestaltet. Der Marmoraltartisch mit Kreuz und bronzenen Leuchtern stammt hingegen vom slowenischen Architekten Jože Plečnik. Verkade entwarf auch die Glasfenster über dem Altar.
 Josefsaltar 
Der Josefsaltar befindet sich zwischen dem Johannesaltar und dem Gnadenaltar. Der heilige Josef von Nazaret wurde bei den Karmelitern besonders verehrt, das Altarbild stammt vom Kirchenmaler Josef Kastner. Es zeigt die Vermählung von Maria und Josef. Dabei steht der Hohepriester im Tempel vor den Gesetzestafeln, vor ihm stehen die Auserwählten, Josef steckt Maria den Ehering an den rechten Ringfinger, er hält dabei mit seiner anderen Hand einen Stab mit einem Sträußchen weißer Lilien. Im Vordergrund streut ein Mädchen Rosen auf den Boden, andere Kinder daneben schauen auch in aufgeschlagene Bücher.
Hinter dem Altar werden verschiedene Szenen aus Josefs Leben auf Wandgemälden dargestellt. Es beginnt mit der Verkündigung des Erzengels Gabriel an die künftige Gottesmutter Maria, unter anderem ist hier auch der schlafende Josef mit einem Heiligenschein zu sehen. Ein Engel versucht, den ärmlich und einfach gekleideten Josef in einer Mondnacht zu wecken, um ihm den Auftrag Gottes zu übermitteln. In einer Ecke des Bildes liegen auf einem Baubock Werkzeuge wie eine Axt und ein Hammer.
Das nächste Bild zeigt eine Tempelszene, in welcher Simeon das Jesuskind auf den Armen hält, während Maria und Josef den beiden zugewandt sind. An der rechten Seite steht Hanna und schaut erwartungsvoll auf Jesus. Im Vordergrund schwenken Ministranten kleine Weihrauchbehälter. Die Heilige Familie ist durch gleichartige Heiligenscheine gekennzeichnet.
Nun folgt die Darstellung der Flucht nach Ägypten, Josef mit einem Hirtenstab in der Hand geht voran, gefolgt von Maria mit dem Kind auf dem Arm auf einem Esel, den Josef an einem Seil führt. Über der Schulter trägt er eine Axt mit einer Butte.
Eine weitere Wandmalerei stellt den etwa 12-jährigen Jesus dar. Er sitzt in einem Tempel auf einem steinernen Thron und diskutiert gestenreich mit vier Schriftgelehrten, die um ihn herum stehen und ihm auch Bücher zeigen. Im Vordergrund sind Maria und Josef zu sehen, die sich freuen, ihn nach intensiver Suche hier nun gefunden zu haben.
Das letzte Wandgemälde bildet das Alltagsleben der heiligen Familie ab: Maria sitzt auf einer Bank und spinnt, das Jesuskind arbeitet davor mit Hammer und Meißel an einer hölzernen Bank, Josef bohrt in eine größere Holzplatte mit einem Handbohrer ein Loch. Die Gruppe wird von vielen Engeln umgeben, von denen zwei nahe bei der Familie auch mitarbeiten: einer trägt auf der Schulter einen Baumstamm herbei, an anderer fegt die entstehenden Holzspäne zusammen.

### Kapellen
In der Theresienkapelle liegt das Grab des spanischen Karmelitenpaters Dominicus a Jesu Maria, der 1622 an der Gründung des Klosters in der Leopoldstadt beteiligt gewesen war. Er brachte auch das Gnadenbild Marias nach Wien. Sein Leichnam wurde 1903 aus der ehemaligen Karmelitenkirche im 2. Bezirk nach Döbling umgebettet. Hinter dem Grab befindet sich ein weißer Marmoraltar mit einer Figur der 1925 heiliggesprochenen Karmelitin Theresia von Lisieux. Die von der Kapelle aus zugängliche Gruft der Karmeliten wurde zwischen 1917 und 1932 auch für die sterblichen Überreste von Verwandten der Kaiserin Zita verwendet. Diese hatte die Särge aus dem Kloster Kostanjevica bei Görz nach Wien bringen lassen, da sie eine Beschädigung infolge der Kriegsgeschehnisse befürchtete. Unter den Särgen befand sich auch jener des französischen Königs Karl X.
Im Jahr 1935 wurde dort Prinzessin Maria Theresia zu Löwenstein-Wertheim-Rosenberg (1870–1935) beigesetzt, die verwitwete Gattin des portugiesischen Thronprätendenten und ehemaligen Feldmarschallleutnants der k.u.k. Armee, Herzog Michael von Braganza.

### Fenster, Gestühl, Empore
In den Wänden der Seitenschiffe sind höhenangepasste leicht farbige Rundfenster eingelassen. Im Hauptschiff befinden sich in der Bauflucht der Joche oben weitere allerdings dreibahnige Rundfenster, vor denen im Inneren kleine Säulen die Bahnen begrenzen bzw. abstützen.
Oberhalb des Chorbogens ist mittig die heilige Familie gemalt, beiderseits schweben Engel heran.
Die Kirche hält Sitzplätze für mehr als 500 Besucher parat, die Bänke aus gebeiztem Naturholz mit dezent beschnitzten Wangen bilden zwei Reihen und lassen einen breiten Mittelgang frei. 

## Orgel

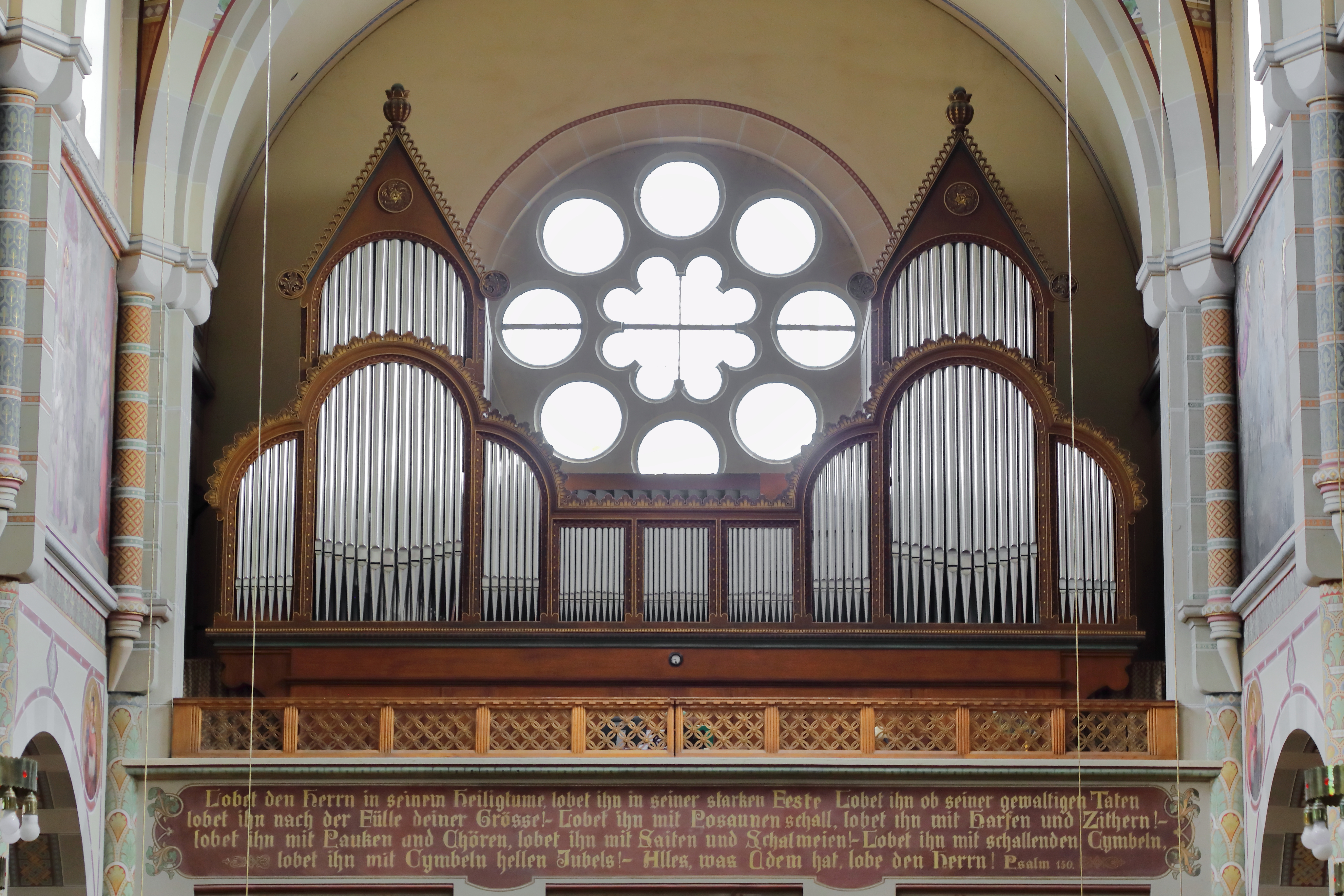
Orgelprospekt

Die Orgel der Firma Rieger aus Jägerndorf wurde im Jahr 1905 als Opus 1200 geliefert und auf der Empore installiert. Die Orgelweihe fand zum Theresienfest, am Sonntag den 15. Oktober 1905, statt. Sie besitzt auf zwei Manualen und Pedal 30 klingende Register. Das Werk befindet sich in einem dreiteiligen neugotischen Gehäuse, das die Emporenrosette freilässt.
Disposition 
| I. Manual C–g3 |          |
| Principal      | 08′      |
| Bourdon        | 16′      |
| Gamba          | 08′      |
| Hohlflöte      | 08′      |
| Gemshorn       | 08′      |
| Salicional     | 08′      |
| Gedeckt        | 08′      |
| Trompete       | 08′      |
| Octave         | 04′      |
| Rohrflöte      | 04′      |
| Cornett        | 3–5 fach |
| Mixtur         | 4 fach   |

| II. Manual C–g3   |        |
| Geigenprincipal   | 08′    |
| Lieblich Gedeckt  | 16′    |
| Flûte harmonique  | 08′    |
| Aeoline           | 08′    |
| Vox coelestis     | 08′    |
| Rohrflöte         | 08′    |
| Octava            | 04′    |
| Flûte octaviante  | 04′    |
| Flautino          | 02′    |
| Harmonia aetheria | 4 fach |

| Pedal C–f1  |         |
| Contrabass  | 16′     |
| Violon      | 16′     |
| Subbass     | 16′     |
| Posaune     | 16′     |
| Quintbass   | 10 2⁄3′ |
| Octavbass   | 08′     |
| Cello       | 08′     |
| Gedecktbass | 08′     |

Rechts:
- Koppeln: Manual-Coppel, Sub-Octavkoppel II.z.I., Super-Octavkoppel II.z.I., Pedalcoppel I, Pedalcoppel II
- Crescendo, Rohrwerke
- Tritte: Schweller II. Man., Crescendo Decrescendo

Links:
- Absteller, Piano, Mezzoforte, Tutti, Freie Kombination

## Glocken
Bereits im Ersten Weltkrieg, 1917, musste die Pfarrei die bronzenen Glocken als Metallspende für Kriegszwecke abliefern. Nach dem Ende des Krieges und nach der Inflation konnte der Orden im Jahr 1922 neue Glocken herstellen und installieren lassen. Doch im nächsten Krieg, im Jahr 1942 waren wieder vier Glocken zur Herstellung von Kriegsgerät zu spenden, die kleinste verblieb auf dem Turm. Erst in den 1950er Jahren brachte die Gemeinde das Geld auf, um sich wieder 5 neue Glocken gießen zu lassen. So entstand das heutige Geläut, das sich auf die Glockenstuben in den beiden Türmen verteilt.
| Nr. | Schlagton | Gewicht in kg | Gießer                      | Gussjahr | Inschriften, Bemerkungen                                                                            |
| --- | --------- | ------------- | --------------------------- | -------- | --------------------------------------------------------------------------------------------------- |
| I   | des´      |               | Glockengießerei St. Florian | 1958     | Unsere liebe Frau mit dem geneigten Haupt, Schutzfrau Österreichs.                                  |
| II  | f´        | 0999          | Glockengießerei St. Florian | 1958     | Hl. Josef, Schutzherr unseres Ordens.                                                               |
| III | as´       | 0607          | Glockengießerei St. Florian | 1958     | Hl. Theresia von Jesus, Mutter geistlicher Seelen.                                                  |
| IV  | b´        | 0403          | Glockengießerei St. Florian | 1958     | Hl. Johannes vom Kreuz, sei du uns Lehrer und Führer (von Johann und Maria Kattus gestiftet)        |
| V   | des´´     | 0256          | Glockengießerei St. Florian | 1958     | Hl. Theresia vom Kinde Jesu, rufe alle zur Nachfolge deines kleinen Weges (Direktor Franz Rohacek). |
| VI  | f´´       | 0105          | Glockengießerei Samassa     | 1922     | |

## Gemeinde und Seelsorge
Die Paulus-Karmeliter-Gemeinde gibt regelmäßig ein Pfarrblatt heraus, das unter anderem durch Spenden ermöglicht wird. Außerdem unterhält sie eine karitative Einrichtung.

## Besonderheiten
Die Unterdöblinger Pfarrkirche liegt mit einer Seehöhe von ca. 201 m ü. A. etwas höher als die Oberdöblinger Pfarrkirche (ca. 195 m).
Nördlich vor der Kirche befindet sich ein Kriegerdenkmal, das die Toten beider Weltkriege aus der Döblinger Gemeinde ehrt.